# Паранапуан
Паранапуан (порт. Paranapuã)  —  муниципалитет в Бразилии, входит в штат Сан-Паулу. Составная часть мезорегиона Сан-Жозе-ду-Риу-Прету. Входит в экономико-статистический  микрорегион Жалис. Население составляет 3532 человека на 2006 год. Занимает площадь 139,514 км². Плотность населения — 25,3 чел./км².

## Статистика
- Валовой внутренний продукт на 2003 составляет 27.507.797,00 реалов (данные: Бразильский институт географии и статистики).
- Валовой внутренний продукт на душу населения на 2003 составляет 7.688,04 реалов (данные: Бразильский институт географии и статистики).
- Индекс развития человеческого потенциала на 2000 составляет 0,775 (данные: Программа развития ООН).